# Borislav Stojtsjev

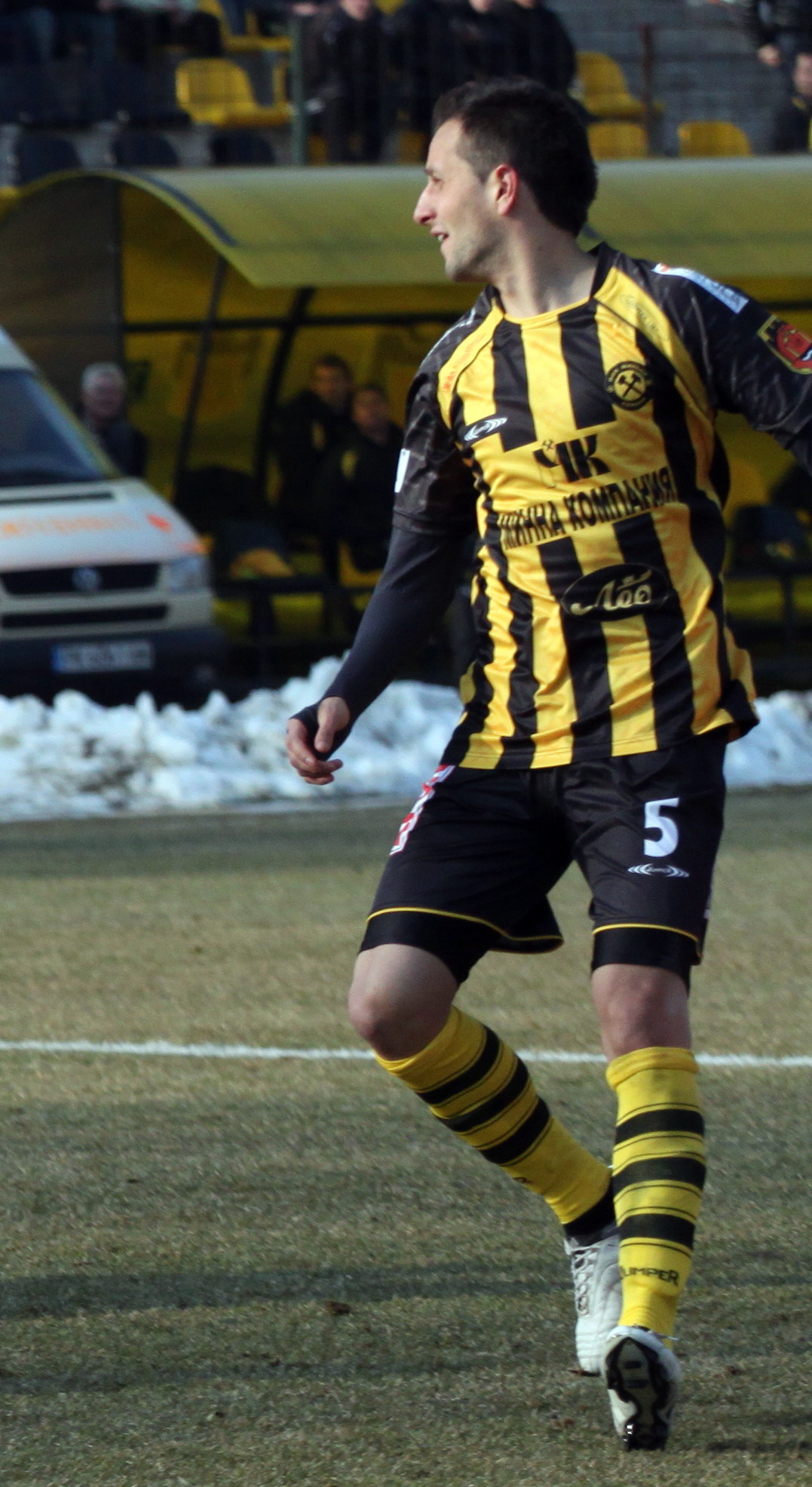

Borislav Stoychev (Bulgaars: Борислав Стойчев) (Chaskovo, 26 november 1986) is een Bulgaarse voetballer (verdediger) . Hij speelt sinds november 2012 voor Beroe Stara Zagora, voordien speelde hij voor Levski Sofia, Tsjernomorets 919 Boergas, Naftex Boergas, OFC Sliven 2000 en Minyor Pernik. Met Levski Sofia werd hij landskampioen in 2006 en 2007. Stoychev speelde ook voor de U-21 van Bulgarije.